# Édouard de Saxe-Weimar-Eisenach
 (octobre 2009).
Si vous disposez d'ouvrages ou d'articles de référence ou si vous connaissez des sites web de qualité traitant du thème abordé ici, merci de compléter l'article en donnant les références utiles à sa vérifiabilité et en les liant à la section « Notes et références ».
Guillaume Auguste Édouard de Saxe-Weimar-Eisenach, prince de Saxe-Weimar-Eisenach, est né le 11 octobre 1823 près de Bushy Park, au Royaume-Uni, et est décédé le 16 novembre 1902 à Portland Place à Marylebone en Londres. C'est un militaire britannique et un prince d'origine allemande.

## Famille
Édouard de Saxe-Weimar-Eisenach est le fils du prince Bernard de Saxe-Weimar-Eisenach (1792-1862) et de son épouse la princesse Ida de Saxe-Meiningen (1794-1862). 
Par son père, il est le petit-fils du grand-duc Charles-Auguste de Saxe-Weimar-Eisenach (1757-1828) tandis que, par sa mère, il est le petit-fils du duc Georges Ier de Saxe-Meiningen (1761-1803). Il est également le neveu de la reine Adélaïde du Royaume-Uni (1792-1849).
Le 27 novembre 1851, le prince Édouard épouse morganatiquement lady Augusta Katherine Gordon-Lennox (1827-1904), elle-même fille de Charles Gordon-Lennox (5e duc de Richmond). À l'occasion de son mariage, lady Gordon-Lennox est faite comtesse de Dornburg par le grand-duc de Saxe-Weimar.   
De ce mariage ne naît aucun enfant.

## Biographie
Édouard de Saxe-Weimar-Eisenach commence sa carrière militaire en 1841, lorsqu'il intègre l'armée britannique. Ses liens avec la famille royale d'Angleterre et la position de son père au sein de l'Armée lui permettent de monter rapidement en grade. Il devient ainsi major dans les Grenadier Guards le 20 juin 1854.
Peu après avoir reçu ce grade, le prince participe à la guerre de Crimée, durant laquelle il s'illustre à plusieurs reprises. Le 5 octobre 1855, Édouard de Saxe-Weimar-Eisenach obtient le grade de colonel dans les Grenadier Guards et devient finalement général en 1879.
En 1863, le prince Édouard est proposé par le gouvernement britannique comme candidat à l'élection au trône de Grèce. Cependant, la Russie s'oppose à cette éventualité car elle considère le prince comme trop proche de l'Angleterre.
De 1885 à 1890, le prince est nommé commandant-en-chef de l'armée britannique en Irlande. Il intègre alors le Conseil privé d'Irlande. La carrière militaire du prince atteint finalement son apogée en 1897, lorsqu'il est promu au grade de Field Marshal, autrement dit au grade le plus élevé de l'armée anglaise.